# Ludwig Weiß
Ludwig Weiß (* 25. August 1902 in Klagenfurt am Wörthersee, Kärnten; † 30. September 1994 in Wien) war ein österreichischer Politiker (ÖVP).

## Leben
Ludwig Weiß, Sohn eines Hausmeisters an einer Schule, erlangte 1920 seine Matura an der Klagenfurter Realschule. Er zog im selben Jahr nach Wien, wo er bis 1926 Bauingenieurswissenschaften an der Technischen Universität Wien studierte, und mit dem akademischen Grad eines Diplomingenieurs abschloss. 1927 erhielt er eine Anstellung bei den Österreichischen Bundesbahnen, wo er im Bahnerhaltungsdienst in großen Teilen Österreichs, darunter der Steiermark und Oberösterreich eingesetzt wurde. Von 1938 bis 1945 arbeitete er im Innendienst und wurde 1952 zum Präsidenten der Bundesbahndirektion in Villach gewählt.
Weiß wurde am 8. Juni 1956 als Abgeordneter in den Nationalrat gewählt, ein Mandat, das er 10 Jahre lang, bis zum 30. Juni 1966, innehatte. 1958 erfolgte seine Ernennung zum Landesobmann des Österreichischen Arbeiter- und Angestelltenbundes, und seine Wahl zum stellvertretenden Parteiobmann der Kärntner ÖVP.
1966 wurde er Verkehrsminister in der Bundesregierung Klaus, ein Amt, das er vom 19. April 1966 bis zum 21. April 1970 bekleidete.
Von 1977 bis 1980 war er Präsident der Österreichische Verkehrswissenschaftliche Gesellschaft.
Ludwig Weiß wurde 1956 in Salzburg in den Ritterorden vom Heiligen Grab zu Jerusalem investiert. Er war von 1991 bis 1994 Gründungs- und Leitender Komtur Grabesritter in Klagenfurt. Weiß war Mitglied der katholischen Studentenverbindungen Karantania Klagenfurt im MKV und der K.Ö.St.V. Rudolfina Wien (ab 1926), K.Ö.H.V. Rugia Wien und K.Ö.a.V. Carinthia Klagenfurt, jeweils im ÖCV.

## Ehrungen
- 1969: Ehrensenator der Technischen Hochschule Wien
- 1977: Großkreuz des Ordens vom Heiligen Papst Silvester[3]